# Наутгардстінд
Наутгардстінд або Наутгардстінден — гора на кордоні комун Вого та Лом у фюльке Іннланн, Норвегія.

## Опис
Гора розташована в горах Ютунгеймен у національному парку Ютунгеймен. Вона має висоту 2258 м і простягається приблизно на 35 кілометрів на південний захід від села Вогомо. Гора оточена кількома іншими відомими горами, включаючи Гінднуббен і Сторнуббен на північному сході; Гераношой на півночі; Гліттертінд на північному заході; Наутгардсокслі, Аустре Гестлегерхое і Вестре Гестлегерхое на заході; Бесшо на півдні; і Руслірунде на сході.
Гора розташована на східному схилі Ютунгеймену між долинами Веодален і Сьодален і є найпівденнішою та найвищою вершиною на досить довгому хребті, що містить шість інших двотисячників. Вершину можна спостерігати вздовж частини графської дороги 51 від Бетскарет на півдні до Гіндзатер на півночі. З півдня гору видно як майже ідеальний конус зі свіжим снігом, що покриває вершину, це видовище, яким захоплюються багато туристів.
На вершину легко піднятися з долини Сьодален або від гірського будинку Гіндзатер за довшим маршрутом, або від місця злиття річок Русса та Сьоа. В обох напрямках маршрут буде починатися в низькому березовому лісі й поступово переходити на довгі осипи та рівнини з великою кількістю снігу влітку. Взимку вершина легко підіймається, але не у близькості північної стіни. Від Гіндзатер до решти вершин гірського масиву також можна піднятися протягом досить тривалого денного походу. У південному та східному напрямках немає вершин, які вище 1850 м, і ви бачите майже все східне нагір'я Оппланн.
Теоретично ви можете побачити пагорби на північ від Осло, але розрізнити їх може бути важко. З цієї вершини можна побачити Снохетту, гірський хребет Рондане та всі гори Вальдрес, як-от Бітігорн. На заході можна помилуватися багатьма вершинами Ютунгеймена і Гліттертіндою, далеким сусідом на північному заході.

## Назва
Першим елементом є назва долини Nautgarden (також називається Stornautgarden, що означає «великий Nautgarden»). Останній елемент — кінцева форма слова tind, що означає «гірська вершина». Назва долини є кінцевою формою слова nautgard, що означає «огорожа для худоби».
Менша долина, близько 3 км на схід називається Veslnautgarden, що означає «маленький Nautgarden». Є дві невеликі бічні долини Stornautgarden, які називаються Båsen, кінцева форма bås, що означає «стійло». Причина цих назв, ймовірно, заснована на схожості та порівнянні.